# Cannabis sativa
Pour un article plus général, voir Cannabis.
chanvre cultivé, chanvre, cannabis, marijuanas
Pour les articles homonymes, voir Chanvre (homonymie), Cannabis et Cannabis (drogue).
Espèce
Le Chanvre cultivé (Cannabis sativa L.), est une espèce de plantes à fleurs de la famille des Cannabinacées. C'est une plante herbacée annuelle, désormais considérée comme une espèce du genre botanique Cannabis, mais divisée en plusieurs phénotypes pouvant être décrits comme plusieurs variétés. Cette plante provient des régions équatoriales et tropicales et a la particularité d'avoir une forte croissance.
Les analyses génétiques faites en 2018 permettent de distinguer trois sous-espèces : le Chanvre industriel (Cannabis sativa subsp. sativa) qui a une utilisation commerciale et industrielle en tant que « chanvre », le Chanvre indien (Cannabis sativa subsp. indica ) connu pour ses effets psychotropes et le Chanvre sauvage (Cannabis sativa subsp. ruderalis).
C'est l'une des plus anciennes plantes cultivées. Son exploitation est de nouveau autorisée en agriculture dans de nombreux pays, quand le taux de THC est très bas. En France, l'article 1er de  l'arrêté du 30 décembre 2021 portant application de l'article R. 5132-86 du code de la santé publique l'autorise si le taux de THC est inférieur à 0,3 %. La plante est connue pour ses vertus thérapeutiques notamment par son riche apport en CBD. Sous certaines conditions, la commercialisation de ses produits dérivés est autorisée pour le bien-être et la santé.
Le chanvre a pu être utilisé dans des domaines très divers, en tisane ou épice dans les plats maghrébins ou pour les multiples applications qu'il permet : tissus, construction, cosmétique, isolation phonique et isolation thermique, huiles, cordages, litières, combustibles, papeterie, alimentation humaine, alimentation animale, agrocarburants, matériaux composites en association avec des matières plastiques, etc.

## Nomenclature, étymologie
La première description botanique est due à Linné sous le nom de Cannabis sativa, publiée dans Species Plantarum 2: 1027 en 1753.
Pline mentionne cannabis « le chanvre, excellent pour les cordes…On arrache le chanvre lui-même après la vendange et, après avoir ôté l’écorce, on le tille pendant les veillées. ».
Le nom de genre Cannabis est un mot latin emprunté au grec κάνναβις – kannabis, καννάβιον – kannabion (Dioscoride, 3.148) désignant la même espèce (Cannabis sativa).
L’épithète spécifique sativa vient du latin sativus, -a, -um, « semé, cultivé » dérivé de sero, « planter, semer ».

## Dénominations françaises
Cette plante peut avoir trois noms vulgaires (dans le sens de vulgarisation scientifique) en français : chanvre, chanvre cultivé ou cannabis. Cannabis est le nom latin du chanvre.
Dans certaines régions de France métropolitaine, cette espèce est aussi appelée chènevis, comme la graine de la plante ou chènevis chanvre. À La Réunion, on l'appelle zamal, mot issu du malgache jamala à la prononciation identique, et localement amale, chanvre ou gandia.
Pour être qualifié de « chanvre industriel », et pouvoir ainsi être légalement cultivé en France, le chanvre cultivé doit être d'une variété dont la teneur en THC est inférieure ou égale à 0,3 %.
Les variétés de chanvre industriel actuelles sont moins hautes, sont plus délicates et donnent des fibres de moins bonne qualité que le chanvre cultivé jusque dans les années 1950 pour être utilisé dans tous les domaines de la vie courante. Ce chanvre agricole ancien pouvait atteindre cinq mètres de haut et titrait environ 5 % de THC.
Après rouissage des tiges, la paille du chanvre cultivé donne la fibre de chanvre (périphérie de la tige) et la chènevotte (partie centrale, moelle). Une fois cardée, la fibre donne la laine de chanvre.
Par extension, la fibre obtenue à partir de cette espèce cultivée, ou des espèces sauvages voisines, est appelée aussi du chanvre tout court.
Bien qu'incorrecte, l'expression « chanvre indien » est de préférence utilisée pour désigner les formes tropicales à forte teneur en THC et destinées à fournir les fleurs utilisées pour la préparation du hachisch. Cannabis sativa est aussi appelé plus simplement haschish (ou hashish), herbe ou marijuana quand il se réfère au chanvre récréatif plus qu'à la botanique.
Deux sous-espèces sont couramment désignées par leur seule épithète spécifique, « sativa » ou « indica ».

## Distribution
Selon POWO, l’aire de répartition naturelle de cette espèce s’étend de l’Asie centrale au Xinjiang (Chine occ.) et au Pakistan. Les pays d’origine du Cannabis sativa sont l’Afghanistan Kazakhstan Kirghizstan, Pakistan Tadjikistan Turkménistan Ouzbékistan Xinjiang. Il a été introduit dans un grand nombre de pays

## Description de l'espèce
Pour un article plus général, voir Cannabis.
Cannabis sativa est une plante issue de régions équatoriales, native des contreforts de l'Himalaya, qui peut atteindre en quelques mois une hauteur de plusieurs mètres (jusqu'à plus de six mètres). Les folioles de ses feuilles sont fines. La tige cannelée est souple et creuse. Son cycle de vie est plus long que celui des autres sous-espèces, sans doute à cause de la photopériode des régions équatoriales.
Les semenciers travaillent par exemple à la création de cultivars sélectionnés génétiquement et qui constituent le chanvre industriel cultivé légalement. Le but est de réhabiliter la filière chanvre afin de répondre aux nouveaux défis énergétiques et environnementaux. Ces cultivars font l'objet d'un programme de sélection génétique intensif afin de minimiser leur teneur en Tétrahydrocannabinol (THC) qui lui confère ses propriétés psychotropes. À l'inverse, on peut observer chez Cannabis sativa L. subsp. sativa les concentrations en THC les plus élevées. Ce type de plante donne alors un effet euphorisant lorsqu'elle est séchée, et prête à être consommée.
Actuellement plus de 80 variétés de chanvre industriel sont inscrites au catalogue européen des espèces et variétés dont 11 variétés au catalogue officiel français.

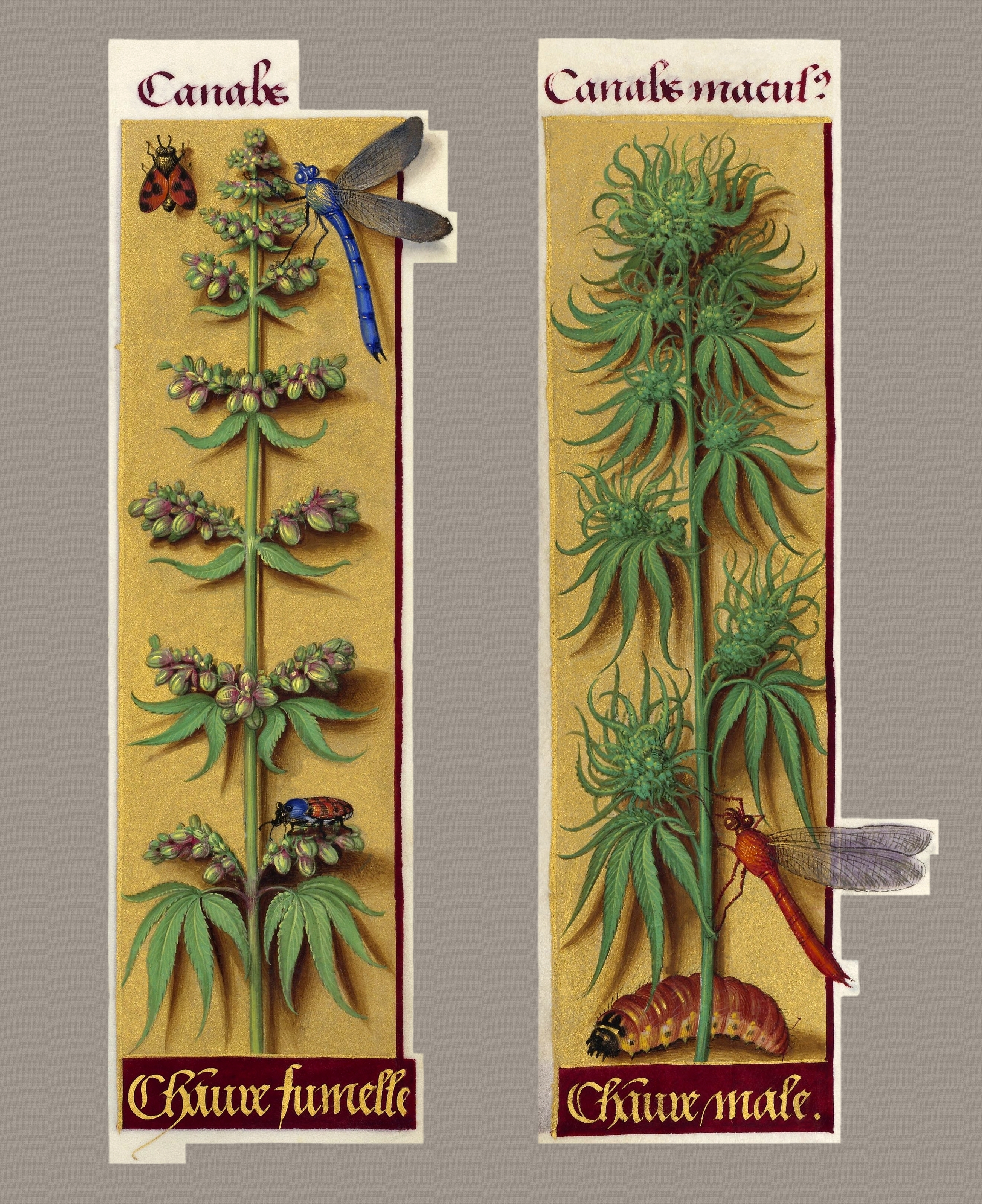
Cannabis sativa femelle et mâle, tels que vus dans Les Grandes Heures d'Anne de Bretagne, (1505-1508). Notez la confusion entre mâle et femelle.
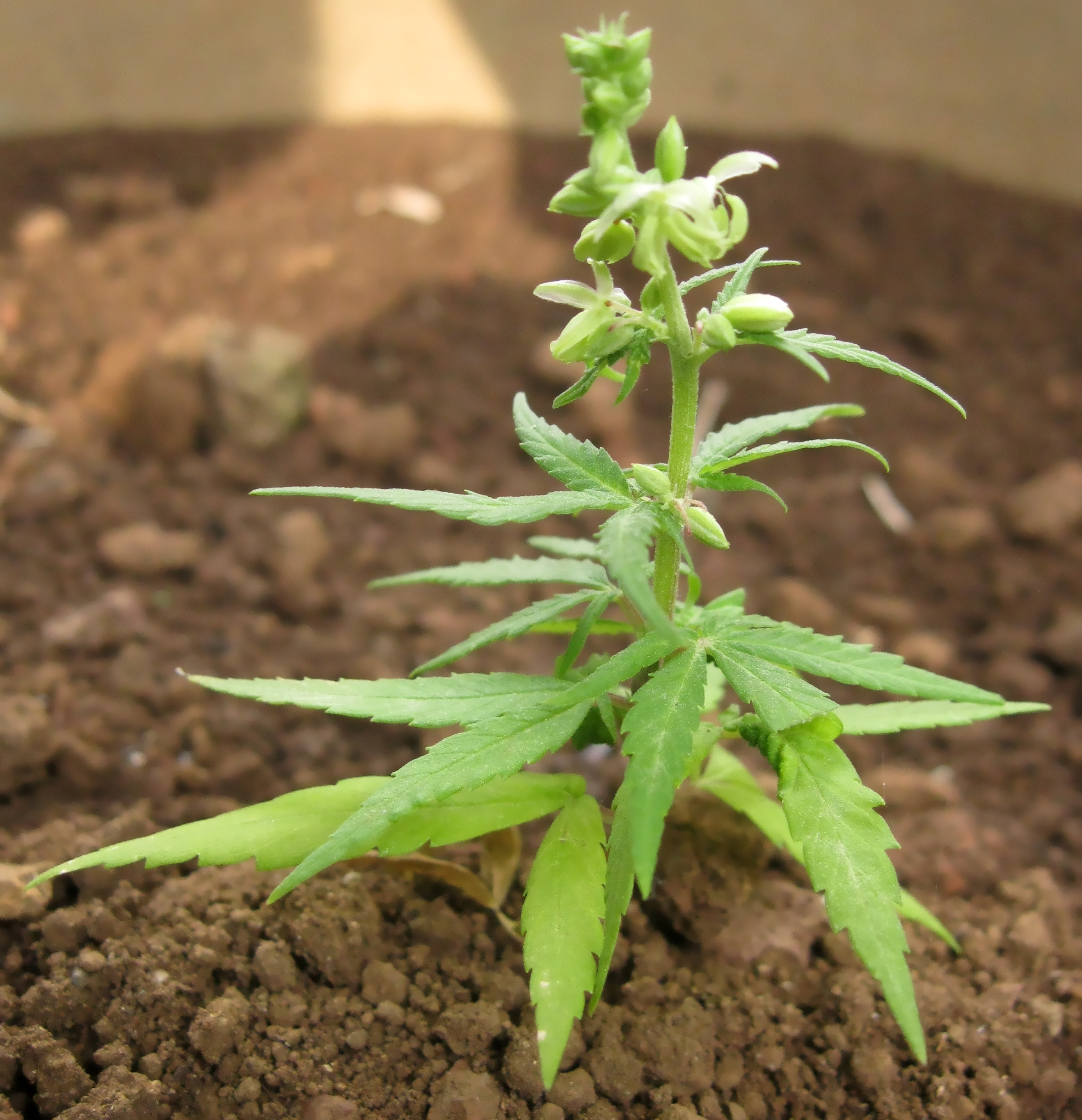
Jeune plant mâle de Cannabis sativa exposé au Jardin d'Éden, à La Réunion.
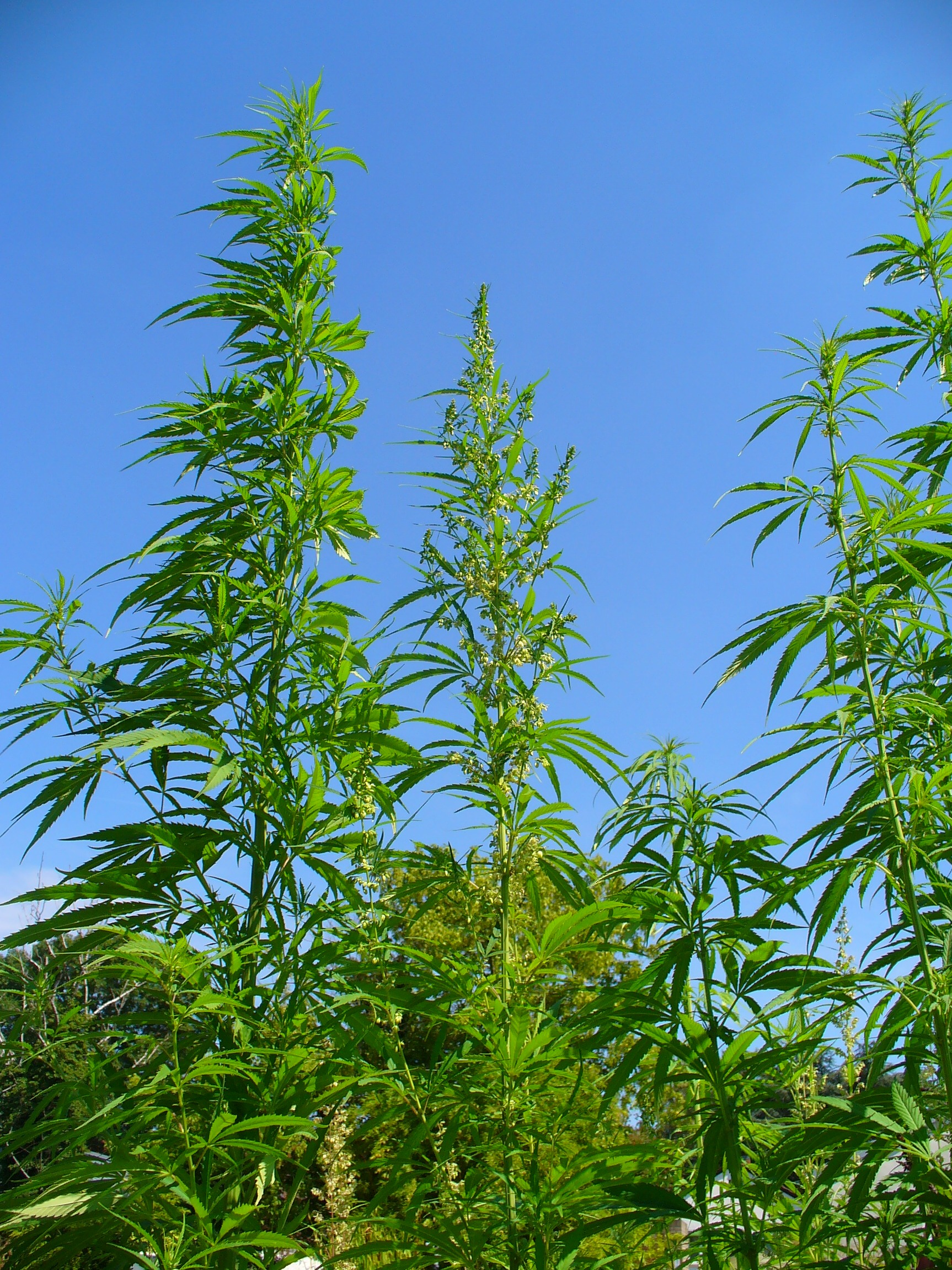
Plantation au jardin botanique de Karlsruhe, en Allemagne.
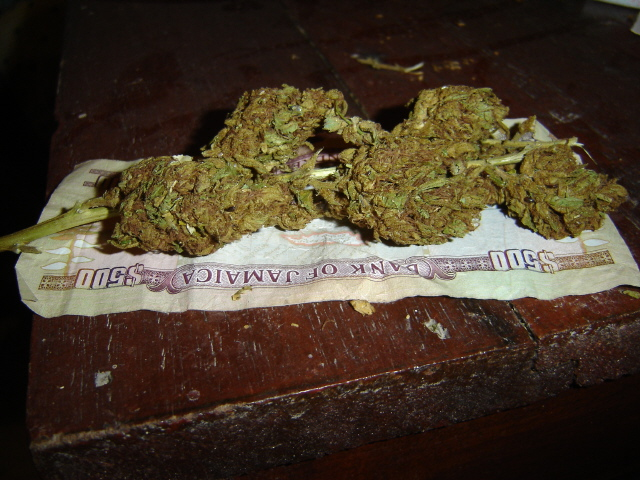
Fleurs séchées de Cannabis sativa jamaïcaine.

## Classification

### Liste de sous-espèces et variétés
Selon BioLib (6 décembre 2020) et Catalogue of Life (6 décembre 2020) :

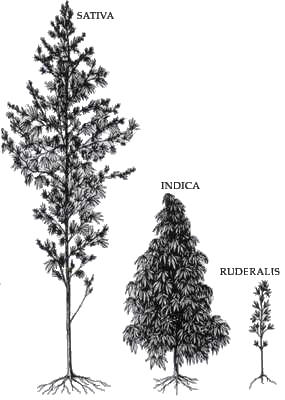
Différence de taille entre les principales sous-espèces de chanvre.

- sous-espèce Cannabis sativa subsp. indica (Lam.) Small & Cronq.
- sous-espèce Cannabis sativa subsp. sativa L.
- variété Cannabis sativa var. ruderalis (Janisch.) S.Z. Liou

Toutefois, les analyses génétiques faites en 2018 préconisent d'élever cette variété au rang de sous-espèce : Cannabis sativa subsp. ruderalis,.
Selon Tropicos (29 mai 2016) (Attention liste brute contenant possiblement des synonymes) :
- sous-espèce Cannabis sativa subsp. indica (Lam.) E. Small & Cronquist
- sous-espèce Cannabis sativa subsp. intersita (Soják) Soják
- sous-espèce Cannabis sativa subsp. spontanea Serebr.
- variété Cannabis sativa var. gigantea Alef.
- variété Cannabis sativa var. indica (Lam.) E. Small & Cronquist
- variété Cannabis sativa var. kafiristanica (Vavilov) E. Small & Cronquist
- variété Cannabis sativa var. kif A. DC.
- variété Cannabis sativa var. macrosperma (Stokes) Asch. & Graebn.
- variété Cannabis sativa var. monoica Hol.
- variété Cannabis sativa var. praecox Serebr.
- variété Cannabis sativa var. ruderalis (Janisch.) S.Z. Liou
- variété Cannabis sativa var. sativa
- variété Cannabis sativa var. spontanea Vavilov

#### Synonymes
Synonymes selon The Plant List (29 mai 2016)
- Cannabis americana Pharm. ex Wehmer
- Cannabis chinensis Delile
- Cannabis erratica Siev.
- Cannabis foetens Gilib.
- Cannabis generalis E.H.L.Krause
- Cannabis indica Lam.
- Cannabis kafiristanica (Vavilov) Chrtek
- Cannabis lupulus Scop.
- Cannabis macrosperma Stokes
- Cannabis ruderalis Janisch.
- forme Cannabis sativa f. afghanica Vavilov

## L'espèce et les humains

### Historique
Originaire d'Asie de l'est, la plante Cannabis sativa est utilisée depuis des temps immémoriaux soit en médecine (Chine, Inde, Grèce...) soit surtout pour fabriquer textile et cordages. Le premier ouvrage imprimé par Gutenberg (une bible), le fut sur papier de chanvre[Information douteuse]. Les premiers jeans furent taillés dans du chanvre de Nîmes (raccourci en denim).
Autrefois très cultivé en France (comme dans le reste du monde), le chanvre a laissé son souvenir dans de nombreux lieux-dits : chènevière, canebière... Au XIXe siècle, il a occupé jusqu'à 300 000 hectares. Ses fibres servaient à faire des vêtements, des voiles de navires, des cordages... Au cours du XXe siècle, il subit une concurrence sévère de la part du coton, de la cellulose des arbres puis des textiles synthétiques et, jusque dans les années 1960, il ne fut plus cultivé que pour la fabrication de papier spéciaux: papiers fins et résistants comme le papier bible, le papier cigarette et le papier des billets de banque.
Depuis quelques années, on assiste à un renouveau de sa culture : les surfaces cultivées ont considérablement augmenté en France (de 6 000 ha dans les années 1960-70 à 12 000 ha à la fin des années 1990. On cultive des variétés dites monoïques parce qu'elles ont 90-95 % de fleurs femelles) sélectionnées pour leur fibres. Ce chanvre sert, bien sûr, à fabriquer des textiles et des papiers, mais on l'utilise également pour la fabrication d’huiles, de cosmétiques, et il entre dans la composition d'isolants phoniques composites, etc. Des industries de premier plan dans différents domaines (équipementiers automobiles, vêtements de sport, cosmétiques...) s’intéressent à ce nouveau matériau.
Le chanvre est surtout connu pour ses propriétés stupéfiantes. Ce n'est qu'au XIXe siècle, à la suite de la campagne d’Égypte, que les Européens ont redécouvert son utilisation comme drogue (il était alors souvent consommé mélangé à du miel ou de la confiture). Il aurait été utilisé par une secte musulmane pour doper et soumettre ses membres, les haschischins, terme qui aurait donné naissance au mot assassins.

### Propriétés

#### Chanvre à fibres
Le chanvre à fibres est pauvre en résine et ne renferme que du cannabinol et du cannabidiol, deux composés n'ayant pas de propriétés stupéfiantes. Son fruit (chènevis) est utilisé comme nourriture pour les oiseaux et comme appât pour la pèche.

#### Chanvre à résine
le chanvre à résine est cultivé dans les régions chaudes et sèches. Les sommités femelles fleuries sont très riches en résine (en Europe 1 à 5 % de résine, en Inde de 10 à 20 %). Plus le climat est chaud et sec, plus la résine est riche en tétrahydrocannabinol (THC, composé phénolique) qui, lui, a des propriétés stupéfiantes.
Le chanvre indien correspond à des sommités florifères et fructifères sèches du plant femelle de la variété indica.
Le terme nord-américain de marijuana rappelle l'origine mexicaine du chanvre fumé aux États-Unis. Il existe de très nombreuses appellations suivant les régions et suivant les compositions de la drogue : feuilles, feuilles et fleurs, résine, sommités fleuries avec du miel...

### Usages
Cette plante est cultivée pour ses feuilles, ses fleurs, ses fruits, ses fibres, ses graines oléagineuses et sa résine. Les fleurs effeuillées donnent la marijuana, la résine dit le « pollen » des sommités fleuries compactée sous forme de haschich dit le « shit » et proviennent exclusivement de plantes femelles dites « sinsemilla » (de l'espagnol "sans graine", dénotant la parthénocarpie).
La résine est présente sur les fruits, fleurs et les feuilles proches des fleurs, sous forme de trichomes, ces dernières comportent les cannabinoïdes et les terpènes produits par la plante femelle.

#### Agriculture et industrie

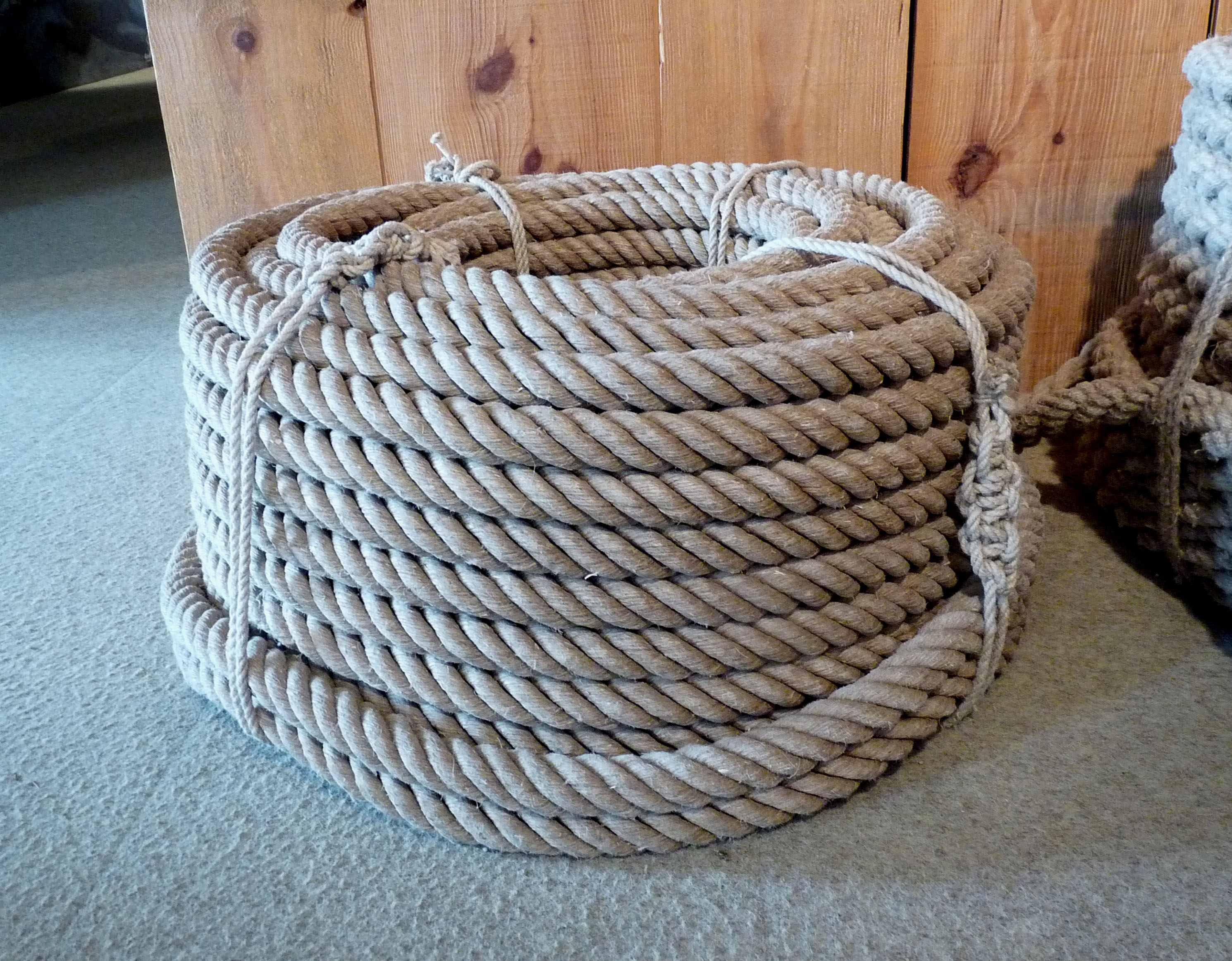
Cordage en chanvre.

Cette espèce a largement été utilisée dans le passé, et l'est encore à l'époque actuelle, pour les multiples applications qu'elle permet : tissus, construction, cosmétique, isolation phonique et isolation thermique, huiles, cordages, litières, combustibles, papeterie, alimentation humaine, alimentation animale, agrocarburants, matériaux composites en association avec des matières plastiques…

#### Usage thérapeutique ou récréatif
Les trichomes glanduleux couvrant les fleurs, fruits et feuilles touchant ces derniers (ainsi que les autres parties de la plante dans une moindre mesure), contiennent des composés chimiques dont la plupart sont psychoactifs et physiologiquement actifs appelés cannabinoïdes, consommés par les mammifères, notamment à des fins récréatives, des fins médicinales ou spirituelles.
L'usage thérapeutique du cannabis, contre une remarquable variété d'afflictions et maladies, est aujourd'hui[Quand ?] légal dans 30 pays et 33 états aux États-Unis.

#### Risques sanitaires
Le taux élevé de THC (jusqu'à 30 %) contenu dans le cannabis peut être un facteur déclenchant de la paranoïa chez certains utilisateurs.

### Cannabis sativadans la culture populaire
Sativa est un prénom ou un pseudonyme féminin, porté notamment par des actrices pornographiques américaines comme Sativa Rose ou Sativa Verte.
Le groupe de metal néo-zélandais 8 Foot Sativa, formé en 1998, porte un nom qui évoque des plants de « 8 pieds » de haut de cette plante. De même que des groupes comme Sinsemilia ou autres noms inspirés des lignées de cannabis, par exemple la chanson de Jimi Hendrix, intitulée Purple Haze et écrite en 1966, qui évoque la variété hybride Purple Haze.

### Bases taxonomiques
- (en) BioLib : Cannabis sativa  L. (consulté le 6 décembre 2020)
- (en) Catalogue of Life : Cannabis sativa L. (consulté le 15 décembre 2020)
- (en) Flora of North America : Cannabis sativa  (consulté le 6 décembre 2020)
- (en) Flora of China : Cannabis sativa  (consulté le 6 décembre 2020)
- (en) Flora of Pakistan : Cannabis sativa  (consulté le 6 décembre 2020)
- (fr + en) ITIS : Cannabis sativa  L. (consulté le 6 décembre 2020)
- (en) NCBI : Cannabis sativa  L., 1753 (taxons inclus) (consulté le 6 décembre 2020)
- (en) The Plant List : Cannabis sativa L.  (source : KewGarden WCSP) (consulté le 6 décembre 2020)
- (en) Tropicos : Cannabis sativa L.  (+ liste sous-taxons) (consulté le 6 décembre 2020)
- (en) JSTOR Plants : Cannabis sativa  (consulté le 29 mai 2016)
- (en) GRIN : espèce Cannabis sativa  L. (consulté le 29 mai 2016)
- (fr) INPN : Cannabis sativa  L., 1753 (TAXREF)  (consulté le 29 mai 2016)

### Liens divers
- (en) Susanne Schilling, Caroline A. Dowling, Jiaqi Shi, et al. The Cream of the Crop: Biology, Breeding and Applications of Cannabis sativa. Authorea. 01 Octobre 2020. DOI: 10.22541/au.160139712.25104053/v2.